# The Dirtchamber Sessions Volume One
Dirtchamber Sessions Volume One è una compilation di remix di Liam Howlett del gruppo britannico dei Prodigy, pubblicato nel 1999 dalla XL Recordings.
L'album è composto da un mix di circa 50 canzoni di artisti diversi. Il lavoro deriva da una partecipazione di Howlett del 1998 come guest DJ nella trasmissione Breezeblock di Mary Anne Hobbs trasmessa dalla radio inglese BBC Radio 1.

## Tracce
1. – 7:18
  1. Intro Beats - taken from Run-D.M.C.'s "Here We Go [Live at the Funhouse]".
  2. Rasmus, "Punk Shock" (1998) - is mislabeled as "Tonto's Release" in the CD booklet.
  3. Hardnoise, "Untitled" (1991)
  4. The Chemical Brothers, "Chemical Beats" (1995)
  5. Ultramagnetic MCs, "Kool Keith Housing Things" (1988)
  6. Lightning Rod featuring Jalal, "Sport" (1988)
  7. Ultramagnetic MC's, "Give the Drummer Some" (1988)
  8. Time Zone, "Wildstyle" (1983)
2. – 6:44
  1. Bomb the Bass, "Bug Powder Dust" (1994)
  2. Trouble Funk, "Pump Me Up" (1984) - is mislabeled as being by Grandmaster Flash & The Furious Five
  3. The Charlatans, "How High" (1997)
  4. The Prodigy, "Poison" (1995)
  5. Jane's Addiction, "Been Caught Stealing" (1997)
  6. Tim Dog featuring KRS-One, "I Get Wrecked" (1993)
3. – 6:03
  1. Babe Ruth, "The Mexican" (1972)
  2. The B-Boys, "Rock the House" (1983)
  3. The Chemical Brothers, "(The Best Part of) Breaking Up" (1996)
  4. Word of Mouth, "King Kut" (1985)
4. – 7:52
  1. DJ Mink, "Hey Hey Can You Relate" (Instrumental) (1990)
  2. The KLF, "What Time Is Love" (1988)
  3. Bones Breaks, "Funky Acid Makossa" (1988)
  4. Bones Breaks, "Shifted Off" (1988)
  5. Bones Breaks, "And the Break Goes Again" (1988)
  6. Meat Beat Manifesto, "Radio Babylon" (1990)
  7. Herbie Hancock, "Rockit" (1983)
  8. The 45 King, "900 Number" (1992)
  9. Propellerheads, "Spybreak!" (1997)
  10. Beastie Boys, "It's the New Style" (1986)
5. – 4:57
  1. Sex Pistols, "New York" (1977)
  2. Fatboy Slim, "Punk to Funk" (1996)
  3. Medicine, "I'm Sick" (1997)
6. – 5:48
  1. D.S.T., "The Home of Hip Hop" (1985)
  2. JVC Force, "Strong Island" (1984)
  3. Primal Scream, "Kowalski" (1997)
  4. Beastie Boys, "Time to Get Ill" (1986)
  5. Barry White, "I'm Gonna Love You a Little More Babe" (1973)
  6. Public Enemy, "Public Enemy No. 1" (1987)
  7. The JB's, "Blow Your Head" (1974)
  8. T La Rock, "Breakin' Bells" (1993)
7. – 3:59
  1. LL Cool J, "Get Down" (1987)
  2. Digital Underground, "The Humpty Dance" (1989)
  3. Uptown, "Dope on Plastic" (1989)
  4. Coldcut, "Beats and Pieces" (1987)
8. – 8:40
  1. London Funk Allstars, "Sure Shot" (1995)
  2. West Street Mob, "Break Dancin' (Electric Boogie)" (1983)
  3. Hijack, "Doomsday of Rap" (1988)
  4. Renegade Soundwave, "Ozone Breakdown" (1988)
  5. The Beginning of the End, "Funky Nassau" (1971)
  6. The Jimmy Castor Bunch, "It's Just Begun" (1972)